# Evdokia Uràlova
Evdokia Ilínitxna Uràlova (República Socialista Soviètica de Belarús) fou una diplomàtica soviètica.
L'any 1947 fou relatora de la Comissió de la Condició Jurídica i Social de la Dona davant la Comissió de Drets Humans. Va defensar amb fermesa la igualtat de salari per a les dones. Gràcies a ella, l'Article 23 afirma el següent: «Tota persona té dret, sense cap discriminació, a igual salari per igual treball». A més, juntament amb Fryderyk Kalinowski, de Polònia, i Ielizaveta Popova, de la Unió de Repúbliques Socialistes Soviètiques, posà en relleu els drets de les persones que viuen en territoris no autònoms tal com estableix l'Article 2 de la Declaració Universal dels Drets Humans: «no es farà cap distinció basada en l'estatut polític, jurídic o internacional del país o del territori al qual pertanyi una persona, tant si és independent com si està sota administració fiduciària, si no és autònom, o està sota qualsevol altra limitació de sobirania».